# Kündigung
Kündigung (lateinisch renuntiatio; englisch termination, französisch résiliation) ist der Rechtsbegriff für ein Gestaltungsgeschäft, das die Beendigung eines Schuldverhältnisses durch einseitige, empfangsbedürftige Willenserklärung zum Inhalt hat.

## Allgemeines
Bei Schuldverhältnissen, insbesondere bei Dauerschuldverhältnissen, kann die eine von der anderen Vertragspartei eine Leistung oder Gegenleistung fordern, solange das Schuldverhältnis besteht. Schuldverhältnisse enden entweder mit der vereinbarten Laufzeit oder Fälligkeit, der vereinbarten Frist, dem Rücktritt oder durch Kündigung. Dauerschuldverhältnisse wie Arbeitsvertrag (siehe Beendigung des Arbeitsverhältnisses, Kündigung des Arbeitsvertrags), Gesellschaftsvertrag, Handyvertrag, Kreditvertrag (siehe Kreditkündigung), Leasing, Leihe, Miete, Mobilfunkvertrag, Pacht oder Versicherungsvertrag sind häufig unbefristet und können daher ausschließlich durch Kündigung beendet werden.

## Kündigungsfrist
Als Kündigungsfrist wird der Zeitraum bezeichnet, der zwischen dem Zugang der Kündigung und dem durch die Kündigung bewirkten Ende des Vertragsverhältnisses liegt. Sie kann gesetzlich vorgegeben oder vertraglich vereinbart sein.

## Rechtslage in einzelnen Rechtsordnungen
Die Kündigung hat in verschiedenen Rechtsordnungen unterschiedliche Bedeutungen.
- Deutschland: Kündigung (Deutschland)
  - im Arbeitsrecht: Kündigung (deutsches Arbeitsrecht)
  - im Mietrecht: Kündigung von Mietverträgen
- Österreich: Kündigung (Österreich)
  - im Arbeitsrecht: Arbeitsrecht (Österreich) #Kündigung
  - im Mietrecht: Kündigung von Mietverträgen#Die Kündigung von Mietverträgen nach österreichischem Mietrecht
- Schweiz: Kündigung (Schweiz)
  - im Arbeitsrecht:  Arbeitsrecht (Schweiz) #Auflösung des Arbeitsverhältnisses
  - im Mietrecht: Kündigung von Mietverträgen#Mietvertrags-Kündigung in der Schweiz